# Kohoutí kříž (publikace)
Kohoutí kříž je internetová čítanka šumavské literatury psané v německém jazyce.

## Popis
Od roku 1990 tuto antologii s podtitulem Šumavské ozvěny sestavuje z překladů a českých textů Jan Mareš z regionálního oddělení Jihočeské vědecké knihovny v Českých Budějovicích, na jejíchž internetových stránkách jsou tyto informace od roku 2001 volně dostupné. Elektronickou podobu díla vytváří Ivo Kareš.
Nachází se v ní nejen ukázky ze samotných děl i s překlady, ale také medailonky jejich autorů i s obrazovou přílohou, a umožňuje fulltextové vyhledávání. V roce 2018 obsahoval Kohoutí kříž údaje o téměř dvou tisících autorů a pět tisíc textových položek, navíc také vysvětlivky a slovníčky nářečních výrazů. Nedílnou součástí publikace jsou také digitalizované mapy Pošumaví a Šumavy z 18., 19. a první poloviny 20. století ze sbírek Jihočeské vědecké knihovny.
Od roku 2003 vyšlo knižně několik výborů z této internetové publikace, z toho první v soukromém nakladatelství a další pak přímo v Jihočeské vědecké knihovně, kvůli rozsahu však již prakticky není možné vydat „papírově” dílo kompletní.
V roce 2003 získala publikace diplom v rámci ocenění Knihovna roku udělovaného Ministerstvem kultury v kategorii „Významný počin v oblasti poskytování veřejných a informačních služeb”. 
Z webu Kohoutí kříž jsou často citovány pasáže na informačních tabulích po celé Šumavě. Web byl v roce 2018 oceněn zvláštní cenou na literárním festivalu Šumava Litera.
Ohlas webu o šumavské literatuře německy psané je značný i na německé straně Šumavy a tvůrci Kohoutího kříže byli oceněni v roce 2021 Sudetoněmeckým krajanským sdružením medailí Adalberta Stiftera.
K 1. dubnu 2023 je na webu Kohoutí kříž uvedeno šest tisíc textových položek, 38 000 dokumentů v obrazových přílohách, 2 496 autorů a další se připravují.